# Mr. Queen
Mr. Queen o Queen Cheorin en español Señor Reina (en hangul, 철인왕후; romanización revisada, Cheorinwanghu; literalmente, «Queen Cheorin») es una serie de televisión surcoreana, una tragicomedia romántica, histórica y de fantasía emitida originalmente por TVN desde el 12 de diciembre de 2020 hasta el 14 de febrero de 2021, basada en la serie web china Go Princess Go de 2015, que a su vez estaba basada en la novela del mismo nombre de Xian Chen. Fue producida por Studio Dragon y YG STUDIOPLEX y protagonizada por Kim Jung-hyun y Shin Hye-sun.
Debido a las críticas y controversias en las que se vio envuelta la serie desde su estreno al ser acusada de distorsionar y burlarse de la historia coreana, el 26 de marzo de 2021 la compañía productora CJ ENM anunció que había decidido eliminar todo rastro de la serie de las plataformas y servicios de repetición (VOD).

## Sinopsis
En la moderna Corea del Sur actual Jang Bong-hwan es un prestigioso chef, de los mejores en la alta cocina coreana. Su fama le ha permitido obtener el codiciado empleo de chef de la Casa Azul, la residencia oficial del Presidente de la República de Corea del Sur. Él es un hombre mujeriego, promiscuo, con gran éxito entre las mujeres gracias a su atractivo y carisma encantador.
Pero en el mejor momento de su vida, Bong-hwan es víctima de una trampa de sus enemigos ocultos, que consiguen que sea despedido y además lo inculpan de delitos de corrupción. Perseguido por la policía, Bong-hwan sufre un accidente y aparentemente muere; pero en lugar de morir, de manera sobrenatural su alma es transportada al año 1851, casi 170 años atrás en el pasado, y se introduce en el cuerpo de una mujer de la época, nada menos que Kim So-yong, la Reina Cheorin.
Kim So-yong era una joven mujer aristócrata que en ese año de 1851 se casó con el también joven Rey Cheoljong, el vigésimo quinto Rey de Joseon (Corea), y por lo tanto ella se convirtió en Reina Consorte, con el nombre de Reina Cheorin.
Horrorizado, Bong-hwan, que es un conocedor de la historia, descubre que ahora está en el cuerpo de la famosa Reina, pocos días antes de la ceremonia oficial de su boda con el Rey, y cuando ya vivía en el Palacio Real. Y su horror y sufrimiento por haberse "convertido" en una mujer del pasado aumenta al saber quien será su marido, un joven, atractivo y vigoroso Rey con fama de "maníaco sexual".
A pesar de todo Bong-hwan, que tiene una personalidad marcada por el pragmatismo, el sentido común y la perseverancia, se sobrepone a su desconcierto y decida usar su condición de Reina Consorte para encontrar la manera de volver a su cuerpo, su vida y su época; mientras disfruta de su vida privilegiada en la Corte e intenta evitar tener relaciones sexuales con su marido el Rey.
Pero la historia se complica porque en la Corte hay muchas conspiraciones y poderosos enemigos han intentado asesinar a la Reina Cheorin; además Cheorin descubre que el Rey Cheoljong no es como lo había estudiado en los libros de historia y que es un personaje misterioso que oculta muchos secretos, y es potencialmente peligroso.
Pero en medio de las intrigas, suspenso y aventuras de acción dentro de la Corte, Bong-hwan/Reina Cheorin se da cuenta para su sorpresa y angustia que, a pesar de ser un hombre heterosexual atrapado en el cuerpo de una mujer, ha comenzado a desarrollar sentimientos por su marido y que se está enamorando de él; y por su parte el Rey se está enamorando de ella. Una improbable historia de amor que además de la amenaza de sus enemigos en las sombras debe enfrentar el equívoco de la crisis de identidad y/o de género sexual de la protagonista femenina: el alma de un hombre (mujeriego) atrapado en el cuerpo de una mujer y enamorado (a) de otro hombre, muy a su pesar.
Todo ello mientras Bong-hwan busca descifrar el misterio sobrenatural para abandonar el cuerpo de la Reina Cheorin y volver a su vida, antes de que el destino o el amor se lo impidan.
La historia está llena de mucha comedia, con los enrevesados líos y malentendidos causados por la personalidad de Bong-hwan al introducirse en el cuerpo de la Reina, dejando sorprendidos, desconcertados y escandalizados a todos en la Corte (especialmente al Rey) con la nueva personalidad irracional, excéntrica, impredecible y "loca" de la Reina, que actúa de manera demasiado brusca, masculina e informal, con las maneras de Bong-hwan cuando vivía como hombre en la Corea del siglo XXI.

## Reparto

### Personajes principales
- Shin Hye-sun como Kim So-yong (después de casada Reina Cheorin) / Jang Bong-hwan, en la Corea del Sur actual Jang Bong-hwan (un personaje ficticio) es un hombre exitoso, un famoso chef que trabaja como chef de la residencia oficial del Presidente de la República, y también es un playboy, un mujeriego popular, inteligente y encantador, pero también algo narcisista y frívolo. Cuando sufre una experiencia cercana a la muerte su alma es transferida de manera sobrenatural al cuerpo de Kim So-yong, una mujer de la aristocracia (del poderoso clan Andong Kim) que se convierte en Reina Consorte, al casarse con el Rey Cheoljong, con el nombre de Reina Cheorin (Queen Cheorin en inglés, lo que produce uno de los nombres o títulos de la historia) un personaje histórico real.[9][10] Como tal deberá vivir la experiencia de ser un hombre heterosexual del siglo XXI atrapado en el cuerpo de una Reina del siglo XIX, lidiando con las intrigas y conspiraciones en la Corte, las peligrosas luchas por el poder, y con su marido que es un personaje oscuro que oculta peligrosos secretos, mientras intenta desesperadamente descifrar el misterio sobrenatural que le permita regresar a su cuerpo y a su época. Para complicar más su experiencia, en el proceso comienza a sentirse enamorado(a) de su marido, con lo que eso representa.
  - Choi Jin-hyuk como Jang Bong-hwan, cuando está en su propio cuerpo, en su cuerpo de hombre, en la Corea moderna.
- Kim Jung-hyun como Cheoljong de Joseon / Lee Won-beom, un personaje histórico real, el vigesimoquinto rey de la Dinastía Joseon. En la serie el personaje es ficcionado para mostrarlo como un personaje oscuro y misterioso, que tiene prácticamente una doble identidad: una es la identidad que conoce la historia, la de un Rey débil e ignorante (como resultado de haber vivido la mayor parte de su vida como un príncipe exiliado que vivía en la extrema pobreza y no había recibido educación formal en su niñez y adolescencia) dominado por los corruptos funcionarios de la Corte (y especialmente por el corrupto clan o familia de Andong Kim);[11][12] y su otra identidad oculta es la de un guerrero justiciero y audaz que lleva a cabo una campaña desde las sombras contra poderosos enemigos. Al principio siente desprecio, desconfianza e indiferencia por su esposa, la Reina Cheorin, a la que ve como un peón o infiltrada al servicio del clan Andong Kim. Pero cuando aprecia un cambio misterioso en la personalidad de ella, se comienza a interesar temiendo el peligro que las acciones de la Reina puedan representar para él y sus planes. Al pasar el tiempo comienza a sentir atracción por ella y a enamorarse, sin sospechar el secreto que ella/él oculta.

### Personajes secundarios

#### Personas alrededor de la Reina Cheorin
- Cha Chung-hwa como la dama de la corte Choi, es la jefa de todas las sirvientas que trabajan para el servicio exclusivo y personal de la Reina Cheorin, es la responsable del cuidado y bienestar de la Reina Consorte. Ella es muy amable y servicial, y se escandaliza con las locuras de su reina.
- Chae Seo-eun como Hong Yeon, ella es la leal sirvienta de la Reina Cheorin desde que ambas eran niñas, por lo que es la persona más cercana o íntima de la protagonista. Ella es dulce y algo tímida, y una de las personas más desconcertadas por el misterioso cambio de personalidad de su ama.

#### Personas alrededor de la Rey Cheoljong
- Yoo Min-kyu como el Príncipe Youngpyung / Lee Kyung-eung, es el medio hermano mayor del Rey Cheoljong. Como guardia real, protege el dormitorio del Rey.
- Lee Jae-won como Hong Byul-gam / Hong Doo-il, es amigo del Rey Cheoljong desde sus días en el exilio en la Isla Ganghwa.

#### Personas alrededor del Clan Andong Kim
- Bae Jong-ok como Reina Soonwon / Gran Reina Viuda Myungkoong, una antigua reina consorte, viuda del Rey Sunjo y abuela del rey anterior, el Rey Heonjong;[13] cuando su nieto murió sin tener hijos legítimos, ella, en su condición del miembro más anciano de la Familia Real, tuvo un papel decisivo en la elección del nuevo Rey y favoreció a Cheoljong para que se convirtiera en el Rey. Actúa como abuela de Cheoljong, a pesar de no ser parientes de sangre, y como Gran Reina Viuda tiene un gran poder en la Corte, a menudo imponiendo al Rey las decisiones que debe tomar. Es miembro del poderoso clan familiar Andong Kim, al que favorece.[14] La protagonista, la Reina Cheorin, intenta ganarse su apoyo para favorecer sus planes.
- Kim Tae-woo como Kim Jwa-geun, el hermano menor de la Reina Soonwon, líder del clan Andong Kim y primer ministro del reino, es prácticamente el verdadero gobernante del país, el hombre fuerte del régimen. Un hombre extremadamente ambicioso y astuto.
- Na In-woo como Kim Byung-in, es el hijo adoptivo de Kim Jwa-geun y es primo de la Reina Cheorin, de la que está secretamente enamorado desde que eran niños (cuando ella tenía su propia alma, antes de que su cuerpo fuera poseído por el alma de Jang Bong-hwan). Es jefe del Departamento de Justicia. Un rival del Rey Cheoljong, especialmente por Cheorin.
- Jeon Bae-soo como Kim Moon-geun, el padre de la Reina Cheorin y por lo tanto suegro del Rey Cheoljong, un miembro importante del clan familiar Andong Kim.
- Yoo Young-jae como Kim Hwan, un joven aristócrata brillante que pasa sus días vagando por el Palacio y amigo de Byung-in. Él está enamorado de Hong Yeon, la sirvienta de la Reina Cheorin.

#### Personas alrededor del Clan Poongyang Cho
- Seol In-ah como Cho Hwa-jin, la concubina real; en la monarquía de Joseon, las concubinas reales eran como segundas esposas del Rey, con menos categoría que la Reina Consorte (que era la esposa principal) pero de todas maneras tenían un lugar oficial importante en la Corte, también como mujeres del Rey y sus hijos podían heredar la Corona. Pero además de ser su concubina, Cho Hwa-jin también es el primer amor del Rey Cheoljong, por lo que él la favorece al principio sobre la Reina Cheorin (Hwa-jin odia a Cheorin y es su enemiga). Como miembro del clan familiar Poongyang Cho, que es el clan rival de la familia Andong Kim, ella es una pieza en el juego político por el poder.
- Cho Yeon-hee como la Reina Viuda Cho (Reina Cho Shin-jung), fue la esposa del Príncipe Heredero Hyomyung, que, por haber muerto antes que su padre, no llegó a convertirse en Rey. Pero como el hijo de ambos se convirtió en Rey (el Rey anterior a Cheoljong) de acuerdo a las normas de Joseon su marido fue elevado póstumamente a la categoría de Rey y ella fue declarada Reina Viuda. Es nuera de la Reina Soonwon, y como tal y como madre del difunto Rey anterior, es la segunda mayor de la Familia Real después de su suegra, lo que le confiere también importante influencia, además de ser considerada simbólicamente madre del Rey Cheoljong (aunque no son parientes de sangre). Es una importante pieza en la lucha por el poder del clan Poongyang Cho contra el clan Andong Kim.[15]
- Ko In-beom como Cho Man-hong, el consejero de Estado de la Derecha, uno de los principales funcionarios del gobierno después del primer ministro.
- Kim Kwang-shik como Cho Deok-moon, el ministro de personal.

### Otros personajes
- Kim In-kwon como Man Bok.
- Koo Ja-geon como un portador del palanquín de comida (ep. 6).
- Kang Da-hyun como Hong Sim-hyang, elegida como concubina (ep. 11).[16]

## Producción
La serie es una adaptación de la serie web Go Princess Go, que fue un gran éxito en China, siendo calificada como una "comedia viral en Internet", causando furor entre los internautas chinos hasta el punto de ser vista 1.500 millones de veces en poco tiempo en la red LeTV (llamada el "Netflix chino"). El programa incorporaba temas como el viaje en el tiempo, la bisexualidad y la identidad de género.
El ángulo transgénero de la historia, con el alma de un hombre heterosexual atrapado en el cuerpo de una mujer y que a la larga termina enamorado de otro hombre con el que tendrá relaciones sexuales, ayudó a romper barreras al discutir el cambio de género y la homosexualidad. Pero la serie china también generó mucha polémica y sufrió la interferencia de las autoridades censoras chinas. De hecho, el programa fue forzado a salir de internet por el gobierno chino durante una semana (luego de ya haber registrado 2.600 millones de visitas)  y aunque después se le permitió regresar, un tercio del programa fue censurado en China. Se dice que las escenas sexuales y el "lenguaje vulgar" fueron las principales razones de la censura. La serie web china era a su vez una adaptación o versión de la novela "Tai zi fei sheng zhi ji" de la escritora Xian Cheng.
En marzo de 2020, se confirmó que Shin Hye-sun era parte del drama coreano que sería la adaptación de la serie china. La actriz era conocida por protagonizar dramas como Hymn of Death y Angel's Last Mission: Love; ella es la protagonista femenina interpretando a la Reina Cheorin (con el alma del chef Jang Bong-hwan habitando en su interior). En junio de 2020, Kim Jung-hyun, Bae Jong-ok y Kim Tae-woo se unieron a Shin Hye-sun para interpretar los papeles principales de la serie. Kim Jung-hyun, muy conocido por su papel de Alberto Gu en Aterrizaje de emergencia en tu corazón, es el protagonista masculino interpretando al personaje histórico del Rey Cheoljong. En julio de 2020, Seol In-ah y Yoo Young-jae también se unieron al elenco.
En octubre se realizó la primera lectura de guion. El 24 de noviembre de 2020, la filmación se detuvo cuando uno de los actores asistentes dio positivo en la prueba de COVID-19.
Como diferencias significativas entre la serie china y el drama coreano cabe destacar que en la serie china el alma del playboy viaja mucho más atrás en el pasado, concretamente viaja 1.000 años atrás, mientras en el drama coreano son poco menos de 170 años. Por otro lado, en la comedia china todos los personajes son ficticios, y no usaron personajes históricos reales; incluso el protagonista masculino es un Príncipe Heredero que no existió en la vida real. Por el contrario en el drama coreano decidieron usar personajes históricos reales (aunque ficcionados parcialmente), mezclándolos con personajes ficticios, y por tanto también se presentan acontecimientos históricos reales. La serie web china tenía muy bajo presupuesto, y de hecho los internautas chinos se burlaban comentando que los vestuarios y la utilería eran comprados en cadenas comerciales chinas de precios bajos e inferior calidad; por el contrario el drama coreano es de muy alto presupuesto, lo que se nota en la producción.

### Controversias y eliminación de plataformas
Antes de su estreno la serie fue criticada debido a que en el pasado Xian Chen, el autor del drama chino original del cual estaba basada la serie, había hecho comentarios racistas y despectivos sobre Corea y su gente. Debido a esto, los productores de la serie emitieron un comunicado aclarando su posición y disculpándose por las controversias agregando que no estaban al tanto de los comentarios negativos hechos por el novelista.
Después de su estreno, la serie fue duramente criticada acusándola de "distorsión" y "burla" irresponsable de la historia coreana.
Entre las escenas controversiales se encontraban: una donde la reina era acusada de sexualizar los registros históricos sobre las relaciones de la familia real. En otra, el drama incluyó un comentario en broma sobre los rituales ancestrales reales en el Santuario de Chongmyo, un sitio del Patrimonio de la Humanidad de la UNESCO. Y en otra escena, una casa cortesana fue nombrada satíricamente burlándose del real e infame escándalo conocido como "Burning Sun" que involucraba a varias personas importantes del medio del entretenimiento de Corea del Sur.
Luego de la emisión del segundo episodio, la serie fue nuevamente criticada al representar a la reina Shinjeong, la esposa del príncipe heredero Hyomyeong, como una mujer obsesionada con la superstición. Esto ocasionó que la sociedad conformada por descendientes de la reina Shinjeong alzaran sus voces demostrando su preocupación y afirmando que "las figuras históricas no deben ser objeto de burla".
Además, la serie también fue criticada por referirse al tesoro nacional de Corea: Anales de Joseon (Veritable Records of the Joseon Dynasty) como un "tabloide", provocando indignación entre los espectadores y ocasionando que más de 700 personas presentaron denuncias ante la Comisión de Normas de Comunicaciones de Corea.
Debido a esto el 15 de diciembre de 2020, el equipo de producción emitió un comunicado expresando que "se habían comprado los derechos televisivos del remake del web drama "Go Princess Go" que fue transmitido en China por la compañía productora del drama y no de la novela original de la cual estaba basada la serie web. Por otro lado, en el momento del contrato, no sabíamos sobre los comentarios negativos que el autor había realizado en su trabajo "Princess Amity" sobre Corea. A pesar de esto, nos disculpamos sinceramente con los espectadores por no reconocer esto de antemano y aceptamos con seriedad que fueron inapropiadas las líneas dichas sobre los Anales de la Dinastía Joseon, por lo que hemos eliminado dicha escena. Con respecto a las otras figuras históricas e incidentes, no teníamos intención de representarlos negativamente. Una vez más expresamos nuestras disculpas por causar malestar y prestaremos más atención en la producción del drama".
Finalmente el 26 de marzo de 2021, la compañía productora CJ ENM anunció que había decidido eliminar todo rastro de la serie dramática de las plataformas y servicios de repetición (VOD), así como clips de esta que se encontraban en YouTube, Naver y otros.
Por otro lado la actriz principal Shin Hye-sun también fue duramente criticada, lo que ocasionó que contratos de varias asociaciones que patrocinaba le cancelaran.

## Recepción
Después de su emisión estalló una controversia en el episodio 2 cuando la serie se refirió a los Anales de Joseon como un "tabloide"; los Anales de Joseon son la compilación de las memorias durante la dinastía Joseon de Corea que constan de cientos de volúmenes, y es un Tesoro Nacional Surcoreano. Además se criticó que, debido a las situaciones de comedia, se pudiera tomar como burla a personajes históricos de la historia de Corea; de hecho los descendientes de la Reina Shinjeong, una de las Reinas que aparecen en la serie (viuda del Príncipe Heredero Hyomyeong y madre del Rey anterior a Cheoljong), manifestaron su rechazo porque la hayan retratado como una creyente de supersticiones. Todo eso provocó indignación entre los espectadores y se presentaron 2.248 quejas ante la Comisión de Normas de Comunicaciones de Corea. La serie también fue criticada ya que la autora del drama chino original hizo comentarios negativos sobre Corea en su otro trabajo. Los productores emitieron un comunicado aclarando su postura y disculpándose por las controversias agregando que no estaban al tanto de los comentarios negativos hechos por la novelista, y que su intención era hacer reír a la audiencia y no crear malestar.
La serie registró un índice de audiencia del 8,0% en todo el país para el primer episodio de la serie, lo que lo convierte en el segundo mayor índice de audiencia de cualquier drama de fin de semana de la cadena tvN y la tercera calificación más alta de estreno de la cadena después de Mr. Sunshine y Encounter.
Según Nielsen Korea, el séptimo episodio registró una audiencia promedio nacional de entre 12,4% y 13,6% (y entre 13,3% y 14,7% en el área metropolitana), rompiendo sus propias calificaciones más altas, convirtiendo así a la serie en el undécimo drama mejor calificado en la historia de la televisión por cable coreana.
Debido al gran éxito de audiencia los productores del drama anunciaron que se filmaría un episodio adicional (todos los episodios planeados originalmente se habían rodado antes de la emisión). Ese episodio adicional sería transmitido en seis partes de un máximo de 10 minutos de duración en cada entrega. Mientras tanto la serie siguió cosechando elogios de la crítica por diferentes aspectos de su novedosa trama.
La serie continuó batiendo récords, alcanzando nuevos máximos históricos; el 17 de enero de 2021 el episodio de Mr. Queen emitido ese día tuvo una audiencia promedio nacional de 13,2% y llegó a un pico de 14,6%. El drama también ocupó el primer lugar en su franja horaria en todos los canales, incluidas las redes de transmisión pública.
Cada semana el drama volvió a batir récords históricos, superando los de la semana previa; el 30 de enero de 2021 el nuevo episodio de Mr. Queen emitido ese día tuvo una audiencia promedio nacional de 14,5% y llegó a un pico de 17,1%; también alcanzó un nuevo récord histórico entre el grupo demográfico clave de espectadores de entre 20 y 49 años, con quienes obtuvo una calificación nacional promedio de 8,5% y un pico de 9,6%. Además, el drama se mantuvo en el primer lugar en su franja horaria en todos los canales (incluidas las redes de transmisión pública) para cada rango de edad de espectadores desde los 10 hasta los 50, tanto hombres como mujeres. El 31 de enero la emisión del siguiente episodio volvió a superar los récords del anterior, al llegar a una audiencia promedio a nivel nacional de 14,9% y un pico de 16,3%.
Mr. Queen logró, en la última semana de enero de 2021, encabezar la lista semanal de los dramas más comentados, superando a otros 23 dramas que estaban al aire o que saldrían al aire próximamente. La semana siguiente Mr. Queen mantuvo la posición como el drama más comentado, y además la actriz en el papel de su protagonista femenina, Shin Hye Sun, ocupó el lugar como la más comentada de todos los actores y actrices en elencos de dramas coreanos, mientras su coprotagonista masculino, Kim Jung Hyun, ocupó el lugar número 4.
En su episodio final, Mr. Queen, logró otro éxito histórico, rompiendo nuevos récords; el episodio final (emitido el 14 de febrero de 2021) obtuvo una calificación nacional promedio de audiencia del 17,4% y un pico del 19,3%, ocupando el primer lugar en su franja horaria en todos los canales (incluidas las redes de transmisión pública). Las calificaciones no solo marcaron un nuevo récord personal para la serie, sino que también hicieron a “Mr. Queen”, el drama con la quinta mayor audiencia en la historia de tvN, superado solo por Crash Landing on You, Goblin, Reply 1988 y Mr. Sunshine.

## Banda sonora

### Part 1
| Released on 2020 de diciembre del 13 |                        |        |          |  |
| N.º                                  | Título                 | Artist | Duración |  |
| 1.                                   | «Bong Hwan A» (봉환아) | Norazo | 2:37     |  |
| 2.                                   | «Bong Hwan A» (inst.)  |        | 2:37     |  |

### Part 2
| Released on 2020 de diciembre del 27 |                                  |               |          |  |
| N.º                                  | Título                           | Artist        | Duración |  |
| 1.                                   | «Like A Star» (마음이 별이 되어) | Jang Han-byul | 4:08     |  |
| 2.                                   | «Like A Star» (inst.)            |               | 4:08     |  |

### Part 3
| Released on 2021 de enero del 3 |                     |                           |          |  |
| N.º                             | Título              | Artist                    | Duración |  |
| 1.                              | «Here I Am»         | Jo Hyun-ah (Urban Zakapa) | 3:58     |  |
| 2.                              | «Here I Am» (inst.) |                           | 3:58     |  |

### Part 4
| Released on 2021 de enero del 9 |                  |                             |          |  |
| N.º                             | Título           | Artist                      | Duración |  |
| 1.                              | «Puzzle»         | Soyou, Park Woo-jin (AB6IX) | 3:00     |  |
| 2.                              | «Puzzle» (inst.) |                             | 3:00     |  |

### Part 5
| Released on 2021 de enero del 16 |                      |        |          |  |
| N.º                              | Título               | Artist | Duración |  |
| 1.                               | «Keep Going»         | DinDin | 3:55     |  |
| 2.                               | «Keep Going» (inst.) |        | 3:55     |  |

### Part 6
| Released on 2021 de enero del 17 |                                               |        |          |  |
| N.º                              | Título                                        | Artist | Duración |  |
| 1.                               | «The Great Recipe» (철인시대 (위대한 레시피)) | sEODo  | 3:49     |  |
| 2.                               | «The Great Recipe» (inst.)                    |        | 3:49     |  |

### Part 7
| Released on 2021 de enero del 31 |                                               |              |          |  |
| N.º                              | Título                                        | Artist       | Duración |  |
| 1.                               | «To My One and Only You» (나의 유일한 너에게) | Xiumin (EXO) | 4:31     |  |
| 2.                               | «To My One and Only You» (inst.)              |              | 4:31     |  |

### Part 8
| Released on 2021 de febrero del 7 |                             |         |          |  |
| N.º                               | Título                      | Artist  | Duración |  |
| 1.                                | «Like A Star» (별들 중에서) | Onestar | 4:25     |  |
| 2.                                | «Like A Star» (inst.)       |         | 4:25     |  |

### Part 9
| Released on 2021 de febrero del 13 |                               |              |          |  |
| N.º                                | Título                        | Artist       | Duración |  |
| 1.                                 | «Venus (feat. Kwon Hyun-bin)» | Moon Jong-up | 3:16     |  |
| 2.                                 | «Venus» (inst.)               |              | 3:16     |  |

## Premios y nominaciones
| Año  | Categoría               | Premio                   | Nominada(o)   | Resultado |
| ---- | ----------------------- | ------------------------ | ------------- | --------- |
| 2021 | Best Actress            | 57th Baeksang Arts Award | Shin Hye-sun  | Nominada  |
| 2021 | Best Supporting Actress | 57th Baeksang Arts Award | Cha Chung-hwa | Nominada  |